# Condado de Wetzel
El condado de Wetzel (en inglés: Wetzel County), fundado en 1846, es uno de los 55 condados del estado estadounidense de Virginia Occidental. En el año 2000 tenía una población de 17 693 habitantes con una densidad poblacional de 19 personas por km². La sede del condado es New Martinsville.

## Geografía
Según la Oficina del Censo, el condado tiene un área total de 935 km² (361 mi²), de la cual 930 km² (359,1 mi²) es tierra y 5 km² (1,9 mi²) (0,59%) es agua.

### Condados adyacentes
- Condado de Marshall - norte
- Condado de Greene - noreste
- Condado de Monongalia - este
- Condado de Marion - este
- Condado de Harrison - sureste
- Condado de Doddridge - sur
- Condado de Tyler - suroeste
- Condado de Monroe - oeste

### Carreteras
- U.S. Highway 250
- Ruta de Virginia Occidental 2
- Ruta de Virginia Occidental 7
- Ruta de Virginia Occidental 180
- Ruta de Virginia Occidental 20
- Ruta de Virginia Occidental 69

## Demografía
En el 2000 la renta per cápita promedia del condado era de $30 935, y el ingreso promedio para una familia era de $36 793. En 2000 los hombres tenían un ingreso per cápita de $37 296 versus $19 339 para las mujeres. El ingreso per cápita para el condado era de $16 818. Alrededor del 19,80% de la población estaba bajo el umbral de pobreza nacional.

## Ciudades y pueblos

### Comunidades incorporadas
| - Hundred - New Martinsville | - Paden City (parte) - Pine Grove - Smithfield |

### Comunidades no incorporadas
| - Bebee - Big Run - Burton - Coburn - Earnshaw - Folsom | - Hastings - Jacksonburg - Knob Fork - Littleton - Maud - Porters Falls | - Proctor - Reader - Rockport - Wileyville |